# Държавна политехника
Държавната политехника (до 1945: Висше техническо училище, от 1949: Държавна политехника „Сталин“) в София е първото техническо висше училище в България, съществувало между 1942 и 1953 г. Тя е предшественикът на основните съвременни висши технически училища в страната.

## История

### Основаване
Висшето училище е основано с решение на парламента на България. XXV обикновено народно събрание приема Закон за Висше техническо училище на 28 май 1941 г. В съответствие с Указ № 22 от 6 юни същата година на цар Борис ІІІ той е публикуван в „Държавен вестник“ – в бр. 126 от 12 юни 1941 г.
ВТУ се управлява от академичен съвет под надзора на Министерството на народното просвещение. Съгласно чл. 2 от закона „Висшето техническо училище се подразделя на 2 факултета: Строително-архитектурен и Машинно-технологически“. Законът определя също и названията на катедрите в бъдещото училище.
В началото на 1942 г. са назначени първите професори:
- д-р инж. Тодор Радославов, катедра Водно строителство
- д-р инж. Пейчо Поппетров, катедра Статика на строителните конструкции и мостове
- инж. Васил Пеевски, катедра Геодезия и астрономия
- изв. проф. Аркади Стоянов, катедра Техническа механика
- проф. арх. Храбър Попов, катедра Сградостроителство

Учебните занятия за приетите 100 студенти в специалностите Строително инженерство и Земемерно инженерство започват на 5 октомври 1942 г. Първите учебни програми са създадени въз основа на опита на висшите технически училища в Цюрих и Виена.

### Висше техническо училище
- 1942: започва обучението в специалностите Строително инженерство и Земемерно инженерство на Строително-архитектурния факултет.
- 1943: открита е специалност Архитектура в Строително-архитектурния факултет.
- 1944: след бомбардировките на София в началото на 1944 г. училището е евакуирано в Ловеч и редовните занятия са преустановени.
- 1945, април: Машинният факултет с наредба-закон се преименува на Машинно-електро-технологически.

### Държавна политехника
- 1945, октомври: Висшето техническо училище с наредба-закон се преименува на Държавна политехника. Факултетите са преименувани на Строителен и Машинен. В Машинния факултет се откриват специалности Машинно инженерство, Електроинженерство и Индустриална химия. В Строителния факултет е добавена специалност Културинженерство.
- 1947: издадени са първите 30 дипломи (14 строителни инженери, 11 архитекти, 5 инженер-земемери).
- 1949: Държавната политехника е преименувана на Държавна политехника „Сталин“. Създаден е новият Хидротехнически факултет със специалности Водни сили, Хидромелиорации и Водоснабдяване и канализация. В Строителния факултет на мястото на Културинженерство е добавена специалност Земеустройство, а Строително инженерство е разделена на 2: Строителство – конструкции и Строителство – съобщения. В Машинния факултет са създадени 2 нови специалности: Минно инженерство и Инженерна геология.
- 1951: от Строителния факултет са отделени 2 нови факултета: Архитектурен (със специалност Архитектура) и Геодезически (със специалности Земемерно инженерство и Земеустройство). Машинният факултет е разделен на 4 факултета: Машинен (специалност Машинно инженерство), Електротехнически (специалност Електроинженерство), Минен (специалности Минно инженерство и Инженерна геология) факултет и Факултет по индустриална химия (специалности Силикати и Органичен синтез).

### Разделяне
През 1953 г. Държавната политехника е разделена на 4 части:
- Инженерно-строителен институт, в който влизат Строителният, Архитектурният, Геодезическият и Хидротехническият факултет;
- Машинно-електротехнически институт, в който влизат Машинният и Електротехническият факултет;
- Химико-технологически институт, в който влиза Факултетът по индустриална химия;
- Минно-геоложки институт, в който влиза Минният факултет.

## Ректори
Висше техническо училище:
- 1942 – 1944 – д-р Юрдан Данчов, изпълняващ длъжността
- 1944 – 1945 – проф. арх. Станчо Белковски

Държавна политехника:
- 1945 – 1946 – проф. Васил Пеевски
- 1946 – 1947 – проф. Алекси Квартирников
- 1947 – 1948 – проф. Георги Брадистилов
- 1948 – 1951 – проф. Алекси Квартирников
- 1951 – 1953 – проф. Саздо Иванов